# Davor Šuker
Davor Šuker (dâʋor ʃǔːker; Osijek, 1º gennaio 1968) è un dirigente sportivo ed ex calciatore jugoslavo, dal 1991 croato, di ruolo attaccante.
Considerato uno dei più grandi calciatori croati della storia del calcio, occupa la 67ª posizione nella speciale classifica dei migliori calciatori del XX secolo pubblicata dalla rivista World Soccer. Nel 2003 venne inoltre insignito del titolo onorifico di Golden Player della Croazia come miglior giocatore croato dell'ultimo mezzo secolo (1954-2003). Nel marzo del 2004, Pelé lo ha anche inserito nella FIFA 100, la lista dei 125 migliori calciatori viventi, redatta in occasione del Centenario della FIFA.
La sua federazione lo ha designato come miglior calciatore croato da quando la Croazia è uno stato indipendente (1992).

## Carriera

### Club
Trasferitosi in Spagna nel 1991, vestì le maglie di Siviglia e Real Madrid, squadra con cui vinse la Liga nel 1996-1997 e la Champions League nel 1997-1998.
Viste le sue ottime prestazioni ai Mondiali 1998 e la Champions vinta con il Real quell'anno, giunse secondo nella classifica del Pallone d'oro dietro a Zinédine Zidane e terzo in quella del FIFA World Player dietro allo stesso Zidane e a Ronaldo.
Nel 1999 si trasferisce all'Arsenal, di cui non fu un titolare, ma segnò comunque 8 goal in 22 partite di Premier. Nella finale di Coppa UEFA 1999-2000 l'allenatore dei Gunners Arsène Wenger decide di tenerlo in panchina per tutta la gara, facendolo entrare a un minuto dal termine dei supplementari, utilizzandolo praticamente solo per tirare i rigori (il suo tiro finì sul palo).
Prima del ritiro avvenuto nel 2003, giocò ancora con le maglie di West Ham Utd e Monaco 1860.

### Nazionale

#### Jugoslavia
Vestì a inizio carriera anche la maglia della Nazionale jugoslava prima della disgregazione del 1991, segnando il suo primo gol internazionale. Con la Nazionale balcanica venne convocato per il mondiale italiano del 1990, senza mai venire impiegato.

#### Croazia
Dopo la fine della Jugoslavia Šuker ha rappresentato la Croazia con cui ha disputato gli Europei del 1996 e i Mondiali del 1998 e del 2002. Ai Mondiali di Francia 1998 Šuker (che già era reduce da una grande stagione culminata dalla vittoria della Champions League con il Real) raggiunge il picco della sua carriera e portando (con l'aiuto delle altre stelle in squadra come Zvonimir Boban) il terzo posto con la Nazionale croata, segnando la rete decisiva per tale piazzamento contro i Paesi Bassi; in tutta la competizione ha segnato 6 reti, risultando esserne il capocannoniere.
Con la maglia della Nazionale croata ha segnato in 69 partite complessivamente 45 gol, record tuttora imbattuto.

## Dopo il ritiro
Dal 5 luglio 2012 al 29 luglio 2021 è stato presidente della Federazione calcistica della Croazia (Croatian Football Federation), mentre dal 2011 al 2015 è stato membro della Commissione Calcio dell'UEFA. A partire dal 2015 è vicepresidente della Commissione consultiva Marketing e membro del Comitato Esecutivo UEFA.

## Statistiche

### Presenze e reti nei club
Statistiche aggiornate al termine della carriera da calciatore.
| Stagione               | Squadra                | Campionato             | Campionato | Campionato | Coppe nazionali | Coppe nazionali | Coppe nazionali | Coppe continentali | Coppe continentali | Coppe continentali | Altre coppe | Altre coppe | Altre coppe | Totale | Totale |
| Stagione               | Squadra                | Comp                   | Pres       | Reti       | Comp            | Pres            | Reti            | Comp               | Pres               | Reti               | Comp        | Pres        | Reti        | Pres   | Reti   |
| ---------------------- | ---------------------- | ---------------------- | ---------- | ---------- | --------------- | --------------- | --------------- | ------------------ | ------------------ | ------------------ | ----------- | ----------- | ----------- | ------ | ------ |
| 1984-1985              | Osijek                 | 1.PL                   | 3          | 0          | KMT             | ?               | ?               | -                  | -                  | -                  | -           | -           | -           | 3+     | 0+     |
| 1985-1986              | Osijek                 | 1.PL                   | 15         | 3          | KMT             | ?               | ?               | -                  | -                  | -                  | -           | -           | -           | 15+    | 3+     |
| 1986-1987              | Osijek                 | 1.PL                   | 26         | 9          | KMT             | ?               | ?               | -                  | -                  | -                  | -           | -           | -           | 26+    | 9+     |
| 1987-1988              | Osijek                 | 1.PL                   | 29         | 10         | KMT             | ?               | ?               | -                  | -                  | -                  | -           | -           | -           | 29+    | 10+    |
| 1988-1989              | Osijek                 | 1.PL                   | 26         | 18         | KMT             | ?               | ?               | -                  | -                  | -                  | -           | -           | -           | 26+    | 18+    |
| Totale Osijek          | Totale Osijek          | Totale Osijek          | 99         | 40         |                 | ?               | ?               |                    | -                  | -                  |             | -           | -           | 99+    | 40+    |
| 1989-1990              | Dinamo Zagabria        | 1.PL                   | 28         | 12         | KMT             | 3               | 4               | CU                 | 2                  | 1                  | -           | -           | -           | 33     | 17     |
| 1990-1991              | Dinamo Zagabria        | 1.PL                   | 32         | 22         | KMT             | ?               | ?               | CU                 | 2                  | 0                  | -           | -           | -           | 34+    | 22+    |
| ago. -nov.1991         | Dinamo Zagabria        | 1.PL                   | 0          | 0          | KMT             | ?               | ?               | CU                 | 1                  | 0                  | -           | -           | -           | 1+     | 0+     |
| Totale Dinamo Zagabria | Totale Dinamo Zagabria | Totale Dinamo Zagabria | 60         | 34         |                 | 3+              | 4+              |                    | 5                  | 1                  |             | -           | -           | 68+    | 39+    |
| nov.1991-1992          | Siviglia               | PD                     | 22         | 6          | CR              | 4               | 3               |                    | -                  | -                  | -           | -           | -           | 26     | 9      |
| 1992-1993              | Siviglia               | PD                     | 33         | 13         | CR              | 2               | 0               |                    | -                  | -                  | -           | -           | -           | 35     | 13     |
| 1993-1994              | Siviglia               | PD                     | 34         | 24         | CR              | 7               | 3               |                    | -                  | -                  | -           | -           | -           | 41     | 27     |
| 1994-1995              | Siviglia               | PD                     | 32         | 17         | CR              | 2               | 3               |                    | -                  | -                  | -           | -           | -           | 34     | 20     |
| 1995-1996              | Siviglia               | PD                     | 32         | 16         | CR              | 3               | 1               | CU                 | 6                  | 4                  | -           | -           | -           | 41     | 21     |
| Totale Siviglia        | Totale Siviglia        | Totale Siviglia        | 153        | 76         |                 | 18              | 10              |                    | 6                  | 4                  |             | -           | -           | 177    | 90     |
| 1996-1997              | Real Madrid            | PD                     | 38         | 24         | CR              | 5               | 5               |                    | -                  | -                  | -           | -           | -           | 43     | 29     |
| 1997-1998              | Real Madrid            | PD                     | 29         | 10         | CR              | 1               | 1               | UCL                | 7                  | 4                  | SS          | 2           | 0           | 39     | 15     |
| 1998-1999              | Real Madrid            | PD                     | 19         | 4          | CR              | 2               | 0               | UCL                | 5                  | 1                  | CI          | 1           | 0           | 27     | 5      |
| Totale Real Madrid     | Totale Real Madrid     | Totale Real Madrid     | 86         | 38         |                 | 8               | 6               |                    | 12                 | 5                  |             | 3           | 0           | 109    | 49     |
| 1999-2000              | Arsenal                | PL                     | 22         | 8          | FACup+CdL       | 3+1             | 0+1             | UCL+CU             | 6+7                | 2+0                |             | -           | -           | 39     | 11     |
| 2000-2001              | West Ham               | PL                     | 11         | 2          | FACup+CdL       | 0+2             | 0+1             |                    | -                  | -                  | -           | -           | -           | 13     | 3      |
| 2001-2002              | Monaco 1860            | BL                     | 14         | 4          | CG              | 3               | 2               | -                  | -                  | -                  | -           | -           | -           | 17     | 6      |
| 2002-2003              | Monaco 1860            | BL                     | 11         | 1          | CG              | 2               | 1               | -                  | -                  | -                  | -           | -           | -           | 13     | 2      |
| Totale Monaco 1860     | Totale Monaco 1860     | Totale Monaco 1860     | 25         | 5          |                 | 5               | 3               |                    | -                  | -                  |             | -           | -           | 30     | 8      |
| Totale carriera        | Totale carriera        | Totale carriera        | 456        | 203        |                 | 40+             | 25+             |                    | 36                 | 12                 |             | 3           | 0           | 535+   | 240+   |

### Cronologia presenze e reti in nazionale

#### Jugoslavia
| Cronologia completa delle presenze e delle reti in nazionale ― Jugoslavia | Cronologia completa delle presenze e delle reti in nazionale ― Jugoslavia | Cronologia completa delle presenze e delle reti in nazionale ― Jugoslavia | Cronologia completa delle presenze e delle reti in nazionale ― Jugoslavia | Cronologia completa delle presenze e delle reti in nazionale ― Jugoslavia | Cronologia completa delle presenze e delle reti in nazionale ― Jugoslavia | Cronologia completa delle presenze e delle reti in nazionale ― Jugoslavia | Cronologia completa delle presenze e delle reti in nazionale ― Jugoslavia |
| Data                                                                      | Città                                                                     | In casa                                                                   | Risultato                                                                 | Ospiti                                                                    | Competizione                                                              | Reti                                                                      | Note                                                                      |
| ------------------------------------------------------------------------- | ------------------------------------------------------------------------- | ------------------------------------------------------------------------- | ------------------------------------------------------------------------- | ------------------------------------------------------------------------- | ------------------------------------------------------------------------- | ------------------------------------------------------------------------- | ------------------------------------------------------------------------- |
| 27-2-1991                                                                 | Smirne                                                                    | Turchia                                                                   | 1 – 1                                                                     | Jugoslavia                                                                | Amichevole                                                                | -                                                                         |                                                                           |
| 16-5-1991                                                                 | Belgrado                                                                  | Jugoslavia                                                                | 7 – 0                                                                     | Fær Øer                                                                   | Qual. Euro 1992                                                           | 1                                                                         |                                                                           |
| Totale                                                                    |                                                                           | Presenze                                                                  | 2                                                                         |                                                                           | Reti                                                                      | 1                                                                         |                                                                           |

#### Croazia
| Cronologia completa delle presenze e delle reti in nazionale ― Croazia | Cronologia completa delle presenze e delle reti in nazionale ― Croazia | Cronologia completa delle presenze e delle reti in nazionale ― Croazia | Cronologia completa delle presenze e delle reti in nazionale ― Croazia | Cronologia completa delle presenze e delle reti in nazionale ― Croazia | Cronologia completa delle presenze e delle reti in nazionale ― Croazia | Cronologia completa delle presenze e delle reti in nazionale ― Croazia | Cronologia completa delle presenze e delle reti in nazionale ― Croazia |
| Data                                                                   | Città                                                                  | In casa                                                                | Risultato                                                              | Ospiti                                                                 | Competizione                                                           | Reti                                                                   | Note                                                                   |
| ---------------------------------------------------------------------- | ---------------------------------------------------------------------- | ---------------------------------------------------------------------- | ---------------------------------------------------------------------- | ---------------------------------------------------------------------- | ---------------------------------------------------------------------- | ---------------------------------------------------------------------- | ---------------------------------------------------------------------- |
| 22-10-1992                                                             | Zagabria                                                               | Croazia                                                                | 3 – 0                                                                  | Messico                                                                | Amichevole                                                             | 2                                                                      |                                                                        |
| 25-6-1993                                                              | Zagabria                                                               | Croazia                                                                | 3 – 1                                                                  | Ucraina                                                                | Amichevole                                                             | 1                                                                      |                                                                        |
| 23-3-1994                                                              | Valencia                                                               | Spagna                                                                 | 0 – 2                                                                  | Croazia                                                                | Amichevole                                                             | 1                                                                      | cap.                                                                   |
| 4-6-1994                                                               | Zagabria                                                               | Croazia                                                                | 0 – 0                                                                  | Argentina                                                              | Amichevole                                                             | -                                                                      |                                                                        |
| 4-9-1994                                                               | Tallinn                                                                | Estonia                                                                | 0 – 2                                                                  | Croazia                                                                | Qual. Euro 1996                                                        | 2                                                                      |                                                                        |
| 9-10-1994                                                              | Zagabria                                                               | Croazia                                                                | 1 – 0                                                                  | Lituania                                                               | Qual. Euro 1996                                                        | -                                                                      |                                                                        |
| 16-11-1994                                                             | Palermo                                                                | Italia                                                                 | 1 – 2                                                                  | Croazia                                                                | Qual. Euro 1996                                                        | 2                                                                      |                                                                        |
| 25-3-1995                                                              | Zagabria                                                               | Croazia                                                                | 4 – 0                                                                  | Ucraina                                                                | Qual. Euro 1996                                                        | 2                                                                      |                                                                        |
| 29-3-1995                                                              | Vilnius                                                                | Lituania                                                               | 0 – 0                                                                  | Croazia                                                                | Qual. Euro 1996                                                        | -                                                                      | cap.                                                                   |
| 26-4-1995                                                              | Zagabria                                                               | Croazia                                                                | 2 – 0                                                                  | Slovenia                                                               | Qual. Euro 1996                                                        | 1                                                                      |                                                                        |
| 11-6-1995                                                              | Kiev                                                                   | Ucraina                                                                | 1 – 0                                                                  | Croazia                                                                | Qual. Euro 1996                                                        | -                                                                      |                                                                        |
| 3-9-1995                                                               | Zagabria                                                               | Croazia                                                                | 7 – 1                                                                  | Estonia                                                                | Qual. Euro 1996                                                        | 3                                                                      |                                                                        |
| 8-10-1995                                                              | Spalato                                                                | Croazia                                                                | 1 – 1                                                                  | Italia                                                                 | Qual. Euro 1996                                                        | 1                                                                      |                                                                        |
| 15-11-1995                                                             | Lubiana                                                                | Slovenia                                                               | 1 – 2                                                                  | Croazia                                                                | Qual. Euro 1996                                                        | 1                                                                      | cap.                                                                   |
| 13-3-1996                                                              | Zagabria                                                               | Croazia                                                                | 3 – 0                                                                  | Corea del Sud                                                          | Amichevole                                                             | -                                                                      | cap.                                                                   |
| 10-4-1996                                                              | Osijek                                                                 | Croazia                                                                | 4 – 1                                                                  | Ungheria                                                               | Amichevole                                                             | 1                                                                      | cap.                                                                   |
| 24-4-1996                                                              | Londra                                                                 | Inghilterra                                                            | 0 – 0                                                                  | Croazia                                                                | Amichevole                                                             | -                                                                      |                                                                        |
| 2-6-1996                                                               | Dublino                                                                | Irlanda                                                                | 2 – 2                                                                  | Croazia                                                                | Amichevole                                                             | 1                                                                      |                                                                        |
| 11-6-1996                                                              | Nottingham                                                             | Turchia                                                                | 0 – 1                                                                  | Croazia                                                                | Euro 1996 - 1º turno                                                   | -                                                                      |                                                                        |
| 16-6-1996                                                              | Sheffield                                                              | Croazia                                                                | 3 – 0                                                                  | Danimarca                                                              | Euro 1996 - 1º turno                                                   | 2                                                                      |                                                                        |
| 19-6-1996                                                              | Nottingham                                                             | Croazia                                                                | 0 – 3                                                                  | Portogallo                                                             | Euro 1996 - 1º turno                                                   | -                                                                      |                                                                        |
| 23-6-1996                                                              | Manchester                                                             | Germania                                                               | 2 – 1                                                                  | Croazia                                                                | Euro 1996 - Quarti di finale                                           | 1                                                                      |                                                                        |
| 8-10-1996                                                              | Bologna                                                                | Bosnia ed Erzegovina                                                   | 1 – 4                                                                  | Croazia                                                                | Qual. Mondiali 1998                                                    | -                                                                      |                                                                        |
| 10-11-1996                                                             | Zagabria                                                               | Croazia                                                                | 1 – 1                                                                  | Grecia                                                                 | Qual. Mondiali 1998                                                    | 1                                                                      |                                                                        |
| 29-3-1997                                                              | Spalato                                                                | Croazia                                                                | 1 – 1                                                                  | Danimarca                                                              | Qual. Mondiali 1998                                                    | 1                                                                      |                                                                        |
| 30-4-1997                                                              | Salonicco                                                              | Grecia                                                                 | 0 – 1                                                                  | Croazia                                                                | Qual. Mondiali 1998                                                    | 1                                                                      |                                                                        |
| 6-9-1997                                                               | Zagabria                                                               | Croazia                                                                | 3 – 2                                                                  | Bosnia ed Erzegovina                                                   | Qual. Mondiali 1998                                                    | -                                                                      |                                                                        |
| 11-9-1997                                                              | Copenaghen                                                             | Danimarca                                                              | 3 – 1                                                                  | Croazia                                                                | Qual. Mondiali 1998                                                    | 1                                                                      |                                                                        |
| 11-10-1997                                                             | Lubiana                                                                | Slovenia                                                               | 1 – 3                                                                  | Croazia                                                                | Qual. Mondiali 1998                                                    | 1                                                                      |                                                                        |
| 29-10-1997                                                             | Zagabria                                                               | Croazia                                                                | 2 – 0                                                                  | Ucraina                                                                | Qual. Mondiali 1998                                                    | -                                                                      |                                                                        |
| 15-11-1997                                                             | Kiev                                                                   | Ucraina                                                                | 1 – 1                                                                  | Croazia                                                                | Qual. Mondiali 1998                                                    | -                                                                      |                                                                        |
| 22-4-1998                                                              | Osijek                                                                 | Croazia                                                                | 4 – 1                                                                  | Polonia                                                                | Amichevole                                                             | -                                                                      |                                                                        |
| 29-5-1998                                                              | Pola                                                                   | Croazia                                                                | 1 – 2                                                                  | Slovacchia                                                             | Amichevole                                                             | -                                                                      |                                                                        |
| 3-6-1998                                                               | Fiume                                                                  | Croazia                                                                | 2 – 0                                                                  | Iran                                                                   | Amichevole                                                             | 1                                                                      |                                                                        |
| 6-6-1998                                                               | Zagabria                                                               | Croazia                                                                | 7 – 0                                                                  | Australia                                                              | Amichevole                                                             | 3                                                                      |                                                                        |
| 14-6-1998                                                              | Lens                                                                   | Giamaica                                                               | 1 – 3                                                                  | Croazia                                                                | Mondiali 1998 - 1º turno                                               | 1                                                                      |                                                                        |
| 20-6-1998                                                              | Lens                                                                   | Giappone                                                               | 0 – 1                                                                  | Croazia                                                                | Mondiali 1998 - 1º turno                                               | 1                                                                      | cap.                                                                   |
| 26-6-1998                                                              | Bordeaux                                                               | Argentina                                                              | 1 – 0                                                                  | Croazia                                                                | Mondiali 1998 - 1º turno                                               | -                                                                      |                                                                        |
| 30-6-1998                                                              | Bordeaux                                                               | Romania                                                                | 0 – 1                                                                  | Croazia                                                                | Mondiali 1998 - Ottavi di finale                                       | 1                                                                      |                                                                        |
| 4-7-1998                                                               | Lione                                                                  | Germania                                                               | 0 – 3                                                                  | Croazia                                                                | Mondiali 1998 - Quarti di finale                                       | 1                                                                      |                                                                        |
| 8-7-1998                                                               | Saint-Denis                                                            | Francia                                                                | 2 – 1                                                                  | Croazia                                                                | Mondiali 1998 - Semifinale                                             | 1                                                                      |                                                                        |
| 11-7-1998                                                              | Parigi                                                                 | Paesi Bassi                                                            | 1 – 2                                                                  | Croazia                                                                | Mondiali 1998 - Finale 3º posto                                        | 1                                                                      |                                                                        |
| 10-10-1998                                                             | La Valletta                                                            | Malta                                                                  | 1 – 4                                                                  | Croazia                                                                | Qual. Euro 2000                                                        | 1                                                                      |                                                                        |
| 14-10-1998                                                             | Zagabria                                                               | Croazia                                                                | 3 – 2                                                                  | Macedonia                                                              | Qual. Euro 2000                                                        | 1                                                                      |                                                                        |
| 10-2-1999                                                              | Spalato                                                                | Croazia                                                                | 0 – 1                                                                  | Danimarca                                                              | Amichevole                                                             | -                                                                      |                                                                        |
| 10-3-1999                                                              | Atene                                                                  | Grecia                                                                 | 3 – 2                                                                  | Croazia                                                                | Amichevole                                                             | 1                                                                      |                                                                        |
| 5-5-1999                                                               | Siviglia                                                               | Spagna                                                                 | 3 – 1                                                                  | Croazia                                                                | Amichevole                                                             | 1                                                                      |                                                                        |
| 5-6-1999                                                               | Skopje                                                                 | Macedonia                                                              | 1 – 1                                                                  | Croazia                                                                | Qual. Euro 2000                                                        | 1                                                                      |                                                                        |
| 18-8-1999                                                              | Belgrado                                                               | Jugoslavia                                                             | 0 – 0                                                                  | Croazia                                                                | Qual. Euro 2000                                                        | -                                                                      |                                                                        |
| 21-8-1999                                                              | Zagabria                                                               | Croazia                                                                | 2 – 1                                                                  | Malta                                                                  | Qual. Euro 2000                                                        | -                                                                      |                                                                        |
| 4-9-1999                                                               | Zagabria                                                               | Croazia                                                                | 1 – 0                                                                  | Irlanda                                                                | Qual. Euro 2000                                                        | 1                                                                      | cap.                                                                   |
| 9-10-1999                                                              | Zagabria                                                               | Croazia                                                                | 2 – 2                                                                  | Jugoslavia                                                             | Qual. Euro 2000                                                        | -                                                                      | cap.                                                                   |
| 13-11-1999                                                             | Parigi                                                                 | Francia                                                                | 3 – 0                                                                  | Croazia                                                                | Amichevole                                                             | -                                                                      |                                                                        |
| 23-2-2000                                                              | Spalato                                                                | Croazia                                                                | 0 – 0                                                                  | Spagna                                                                 | Amichevole                                                             | -                                                                      | cap.                                                                   |
| 29-3-2000                                                              | Zagabria                                                               | Croazia                                                                | 1 – 1                                                                  | Germania                                                               | Amichevole                                                             | -                                                                      | cap.                                                                   |
| 28-5-2000                                                              | Zagabria                                                               | Croazia                                                                | 0 – 2                                                                  | Francia                                                                | Amichevole                                                             | -                                                                      | cap.                                                                   |
| 2-9-2000                                                               | Bruxelles                                                              | Belgio                                                                 | 0 – 0                                                                  | Croazia                                                                | Qual. Mondiali 2002                                                    | -                                                                      | cap.                                                                   |
| 28-2-2001                                                              | Fiume                                                                  | Croazia                                                                | 1 – 0                                                                  | Austria                                                                | Amichevole                                                             | -                                                                      | cap.                                                                   |
| 24-3-2001                                                              | Osijek                                                                 | Croazia                                                                | 4 – 1                                                                  | Lettonia                                                               | Qual. Mondiali 2002                                                    | -                                                                      | cap.                                                                   |
| 25-4-2001                                                              | Varaždin                                                               | Croazia                                                                | 2 – 2                                                                  | Grecia                                                                 | Amichevole                                                             | -                                                                      |                                                                        |
| 2-6-2001                                                               | Varaždin                                                               | Croazia                                                                | 4 – 0                                                                  | San Marino                                                             | Qual. Mondiali 2002                                                    | 1                                                                      |                                                                        |
| 6-6-2001                                                               | Riga                                                                   | Lettonia                                                               | 0 – 1                                                                  | Croazia                                                                | Qual. Mondiali 2002                                                    | -                                                                      | cap.                                                                   |
| 15-8-2001                                                              | Dublino                                                                | Irlanda                                                                | 2 – 2                                                                  | Croazia                                                                | Amichevole                                                             | 1                                                                      |                                                                        |
| 1-9-2001                                                               | Glasgow                                                                | Scozia                                                                 | 0 – 0                                                                  | Croazia                                                                | Qual. Mondiali 2002                                                    | -                                                                      |                                                                        |
| 5-9-2001                                                               | Serravalle                                                             | San Marino                                                             | 0 – 4                                                                  | Croazia                                                                | Qual. Mondiali 2002                                                    | -                                                                      |                                                                        |
| 27-3-2002                                                              | Zagabria                                                               | Croazia                                                                | 0 – 0                                                                  | Slovenia                                                               | Amichevole                                                             | -                                                                      |                                                                        |
| 17-4-2002                                                              | Zagabria                                                               | Croazia                                                                | 2 – 0                                                                  | Bosnia ed Erzegovina                                                   | Amichevole                                                             | 1                                                                      | cap.                                                                   |
| 3-6-2002                                                               | Niigata                                                                | Messico                                                                | 1 – 0                                                                  | Croazia                                                                | Mondiali 2002 - 1º turno                                               | -                                                                      | cap.                                                                   |
| Totale                                                                 |                                                                        | Presenze                                                               | 68                                                                     |                                                                        | Reti (1º posto)                                                        | 45                                                                     |                                                                        |

## Palmarès

### Club

#### Competizioni nazionali
- Campionato spagnolo: 1

Real Madrid: 1996-1997
- Supercoppa di Spagna: 1

Real Madrid: 1997

#### Competizioni internazionali
- UEFA Champions League: 1

Real Madrid: 1997-1998
- Coppa Intercontinentale: 1

Real Madrid: 1998

### Nazionale
- Campionato mondiale Under-20: 1

Jugoslavia: Cile 1987

### Individuale
- Capocannoniere della Prva Liga: 1

1988-1989 (18 gol)
- Capocannoniere delle Qualificazioni al Campionato Europeo 1996

(12 gol)
- Miglior giocatore dell'Europeo Under-21: 1

1990
- Miglior marcatore dell'Europeo Under-21: 1

1990 (4 reti a pari merito con Andrij Sydel'nykov)
- Calciatore croato dell'anno: 6

1992, 1994, 1995, 1996, 1997, 1998
- ESM Team of the Year: 1

1996-1997
- Scarpa d'oro del campionato mondiale: 1

Francia 1998 (6 gol)
- Incluso nel FIFA 100 (2004)